# (3175) Netto
(3175) Netto (1979 YP) ist ein ungefähr sechs Kilometer großer Asteroid des inneren Hauptgürtels, der am 16. Dezember 1979 vom belgischen Astronomen Henri Debehogne und vom brasilianischen Astronomen Edgar Rangel Netto am La-Silla-Observatorium auf dem La Silla in La Higuera in Chile (IAU-Code 809) entdeckt wurde.

## Benennung
(3175) Netto wurde vom Entdecker Henri Debehogne nach dem zweiten Entdecker Edgar Rangel Netto benannt, der Mitarbeiter des Valongo-Observatoriums der Universidade Federal do Rio de Janeiro war.